# Tonhon Chonlatee
Tonhon Chonlatee (tiếng Thái: ต้นหนชลธี;  RTGS: Tonhon Chonlathi) là một bộ phim truyền hình Thái Lan phát sóng năm 2020 với sự tham gia của Suphakorn Sriphothong (Podd) và Thanawat Rattanakitpaisan (Khaotung).
Bộ phim được đạo diễn bởi Ekkasit Trakulkasemsuk và được sản xuất bởi GMMTV và Keng Kwang Kang. Đây là một trong hai bộ phim truyền hình được GMMTV ra mắt cùng với AIS Play vào ngày 8 tháng 7 năm 2020. Bộ phim được phát sóng trên GMM 25 và AIS Play vào lúc 21:30 (ICT), Thứ sáu hàng tuần, bắt đầu từ ngày 13 tháng 11 năm 2020.
Bộ phim này hội lại các diễn viên như Thanawat Rattanakitpaisan (Khaotung), Jirakit Kuariyakul (Toptap), Chinnarat Siripongchawalit (Mike), Sivakorn Lertchuchot (Guy) và Chanagun Arpornsutinan (Gunsmile) sau các vai diễn Fong, Type, Man, Dim và Boss đã quá thành công tại bộ phim BL đình đám 2gether: The Series (2020) và bộ phim trên cũng đã xuất hiện tại tập 9 của bộ phim này.

## Nội dung
Chonlatee (Thanawat Rattanakitpaisan) là một chàng trai nhút nhát, tốt bụng, anh thầm thích Tonhon (Suphakorn Sriphothong), người anh hàng xóm, từ thời nhỏ. Tonhon luôn chăm lo cho anh như thể họ là "anh em" ruột. Nhưng Tonhon đã có bạn gái tên Amp. Cho đến một ngày, khi Tonhon cập nhật trạng thái là độc thân. Chonlatee quyết định chớp cơ hội để thay đổi cách nhìn của Tonhon và cưa đổ anh.
Lửa gần rơm lâu ngày cũng bén. Tonhon bắt đầu cảm thấy bối rối về tình cảm của mình. Miệng anh thì luôn nói rằng anh không nghĩ Chonlatee là như vậy nhưng khi Chonlatee đi với người khác, anh lại nổi máu ghen. Và giữa lúc đó, bạn gái cũ của Tonhon, Amp, quay lại để giành lại tình cảm của anh.

## Diễn viên
Dưới đây là dàn diễn viên của bộ phim:

### Diễn viên chính
- Suphakorn Sriphothong (Podd) vai Tonhon/Ton - bạn thời thơ ấu của Chonlatee, người mà anh luôn coi là "em trai"
- Thanawat Rattanakitpaisan (Khaotung) vai Chonlatee/Chon - bạn thời thơ ấu của Tonhon, người đã thầm thích Tonhon từ nhỏ

### Diễn viên phụ
- Jirakit Kuariyakul (Toptap) vai Ai - bạn trai của Ni và là bạn thân, bạn cùng trọ với Tonhon
- Chinnarat Siriphongchawalit (Mike) vai Ni - bạn trai của Ai và là bạn thân, bạn cùng trọ với Tonhon
- Phatchara Tubthong (Kapook) vai Amp - bạn gái cũ của Tonhon
- Apichaya Saejung (Ciize) vai Pang - bạn thân từ nhỏ của Chonlatee
- Trai Nimtawat (Neo) vai Na - bạn của Chonlatee và Pang, tự nhận mình là người đẹp trai và giàu có, anh đang thích Chonlatee
- Ployshompoo Supasap (Jan) vai Miriam - người đã giúp Ai và Ni che giấu thân phận, là bạn cùng trọ của Tonhon, cô cũng là người rất mê BL
- Chanagun Arynsutinan (Gunsmile) vai Neung - đàn anh khoá trên của Chonlatee và là người thích cậu ấy
- Wanpiya Oamsinnoppakul (Gwang) vai Baipai - chị của Ton và là vợ của Itt
- Sivakorn Lertchuchot (Guy) vai Itt - anh rể của Ton và là chồng của Baipai
- Jennifer Kim vai Mae Nam - mẹ của Chon
- Kalaya Lerdkasemsap (Ngek) vai Amporn -  mẹ của Ton
- Dilok Thongwattana (Moo) vai Chaeron - bố của Ton

### Khách mời
- Thanathorn Khuankaew (Jom) vai Por
- Samitpong Sakulpongchai (Tong) vai Ken

## Nhạc phim
| Tên bài hát                           | Thể hiện                 | Ref.  |
| ------------------------------------- | ------------------------ | ----- |
| ไม่มีวันไหนไม่รัก (Mai Mi Wan Nai Mai Rak) | Saranyu Winaipanit (Ice) | [ 5 ] |